# Имедашвили, Александр Соломонович
Алекса́ндр Соломо́нович Имедашви́ли (груз. ალექსანდრე სოლომონის ძე იმედაშვილი; 18 февраля (2 марта) 1882, Тифлис, Российская империя, ныне Тбилиси, Грузия — 30 сентября 1942, там же) — грузинский актёр театра и кино. Народный артист Грузинской ССР (1932).

## Биография
Состоял актёром в театре имени Руставели и в театре имени Марджанишвили. Дебютировал в кино в 1921 году.

## Фильмография

### Актёр
- 1921 — Арсен Джорджиашвили — рабочий-революционер
- 1922 — Изгнанник — Гела
- 1924 — Буревестники — Петуа
- 1927 — Гюлли — Али
- 1927 — Закон и долг
- 1928 — Элисо — староста Асмамур
- 1928 — Овод — кардинал Монтанелли
- 1935 — За рекой — Амзат
- 1937 — Арсен — Парсадан

## Награды и звания
- орден «Знак Почёта» (24.02.1941)
- Народный артист Грузинской ССР (1932)